# صادق عبد الله عبد الماجد
صادق عبد الله عبد الماجد من مواليد مدينة الرهد في 1926 توفي في 29 مارس 2018، وهو أحد قادة العمل الإسلامي بالسودان وأحد الإخوان المسلمين السودانيين الذين التقوا حسن البنا، تخرج في جامعة القاهرة قسم الحقوق . انتخب مراقباً عاماً للإخوان المسلمين في السودان من العام 1991 حتى مارس 2008 م، ثم خلفه الحبر يوسف نور الدائم، ثم خلفه علي جاويش.

## وصلات خارجية
- صادق عبد الله.. الإخوان المسلمون في السودان، برنامج زيارة خاصة، قناة الجزيرة، 28 يونيو 2007م الفيديو